# Гехтман, Георгий Николаевич
Гео́ргий Никола́евич Ге́хтман (груз. გიორგი ნიკოლოზის ძე გეხტმანი; 20 августа (1 сентября) 1870, Кутаиси, Российская империя — 6 сентября 1956, Тбилиси, Грузинская ССР) — учёный, основатель экономической и географической наук в Грузии, доктор географических наук (1940), профессор (1923), заслуженный деятель науки СССР.

## Биография
Родился в Кутаиси в семье уроженца Германии адвоката Николая Гехтмана и княгини Мананы Джорджадзе, дочери поэтессы, общественного деятеля и первой грузинской феминистки Варвары Джорджадзе.
Окончил 1-ю Тифлисскую гимназию. Готовился к поступлению в Императорский Санкт-Петербургский университет, но из-за неподходящего климата вынужден был выбрать Харьковский университет, в котором в 1895 году с серебряной медалью окончил историко-филологический факультет (преподаватели Д. И. Багалей, Н. Ф. Сумцов, А. С. Лебедев, Ф. А. Зелоногорский). После возвращения в Грузию, преподавал историю, литературу и географию в различных учебных заведениях Тифлиса.
В период преподавания во 2-й тифлисской гимназии, был организатором историко-философского кружка, членами которого были П. А. Флоренский, А. В. Ельчанинов, М. М. Асатиани, В. Ф. Эрн.
С 1906 по 1919 год был директором 1-го коммерческого училища в Тифлисе. С 1920-х заведовал кафедрой экономической географии в Тифлисском университете.
Был учредителем Грузинского географического общества (основано в 1924 году), сотрудничал с журналом «Накадули» («ნაკადული»).
С 1923 по 1930 год был директором Государственной публичной библиотеки Грузии. Позднее он завещал библиотеке всё своё личное книжное собрание, а один из залов современной библиотеки носит его имя.
Имел пятерых сыновей, один из которых, юнкер, погиб в 1921 году.

## Оценки деятельности
Его влияние в смысле возбуждения самостоятельности мысли и интереса к серьёзному исследованию — на весь класс было огромно. А для меня лично его уроки были целой эпохой в моём внутреннем развитии. Пробуждавшейся мысли он давал обильное содержание, а своей обаятельной личностью давал живое и наиболее убедительное доказательство всей важности и ценности того пути, по которому он шёл. Его преподавание подготовило меня к университету.
— В. Ф. Эрн Новые документы и материалы. с. 131